# Ouvrez, on sonne
Pour plus de détails, voir Fiche technique et Distribution.
Ouvrez, on sonne (en russe : Звонят, откройте дверь, Zvoniat, otkroïte dver) est un film soviétique réalisé par Alexandre Mitta, sorti en 1966,.Il remporte le Grand Prix "Lion de Saint-Marc" au Festival International du Film pour Enfants de Venise au XVIII IFF en 1966.

## Synopsis
Tania est une élève de cinquième. Ses parents partent dans une expédition géologique la laissant sous surveillance d'une voisine. Pendant ce temps, sa classe prépare une soirée qui doit se dérouler autour d'une rencontre avec une personne intéressante. Tania propose de trouver un candidat digne d'être présenté espérant au passage impressionner Pétia, le chef des pionniers, dont elle est secrètement amoureuse. 
Au cours de sa recherche, elle fait connaissance de Genka, un camarade de son âge, et de son beau-père Pavel Kolpakov, un trompettiste. Ce sera lui finalement qui viendra au rassemblement. Petia, dans le premier temps, s'oppose à sa participation et son côté tatillon et procédurier déçoit énormément Tania.  Mais finalement, Kkolpakov monte sur scène où il racontera une histoire émouvante de l'un des premiers pionniers tombé sur le front des la Seconde guerre mondiale. Puis, il porte au lèvres son instrument et toute la salle est subjuguée par la musique qu'elle écoute en silence. 

## Fiche technique
- Titre français : Ouvrez, on sonne[3]
- Titre original : Звонят, откройте дверь, Zvoniat, otkroïte dver
- Photographie : Alexandre Panasiouk
- Musique : Veniamine Basner
- Son : Semyon Litvinov
- Décors : Piotr Kiseliov
- Costumes : Yelena Mikhanovskaya
- Montage : Maria Kareva
- Production : Mosfilm
- Genre : drame
- Format : noir et blanc - mono - 35 mm - 1.37 : 1
- Sortie : mars 1966

## Distribution
- Elena Proklova : Tania Nechaeva, élève de cinquième
- Viktor Kosykh : Gena Dresvyannikov
- Rolan Bykov :  Pavel Kolpakov, le beau-père de Gena
- Vladimir Belokourov : violoniste Sergei Korkin
- Sergueï Nikonenko : chef pionnier Petia Kriuchkov
- Arina Aleïnikova : professeur de langue russe
- Valentina Vladimirova : concierge au théâtre
- Oleg Efremov : Vassili Dresvyannikov,le père de Gena
- Antonina Maksimova : Véra Ivanova
- Luciena Ovtchinnikova : mère de Tania Nechaeva
- Iya Savvina : la mère de Géna